# Haag-konventionen 1912
Haag-konventionen af 1912 eller Opiumskonventionen var en international konvention eller aftale, som en række magter: USA, Frankrig, Italien, Japan, Kina, Nederlandene, Persien, Portugal, Rusland, Siam, Storbritannien og Tyskland den 23. januar 1912 i Haag enedes om at underskrive om forholdsregler til bekæmpelse af misbrug af opium, morfin, kokain og lignende stoffer.
Konventionen, der navnlig indeholder bestemmelser om kontrol med fremstillingen af og handelen med de nævnte skadelige bedøvelsesmidler, står det alle andre magter i Europa og Amerika åbent at tiltræde. En række af de således indbudte lande tiltrådte konventionen (herunder Danmark den 17. december 1912), og nogle ratificerede den (blandt andre Danmark den 5. juli 1913). Det var imidlertid en betingelse for konventionens ikrafttræden, at alle signatarmagterne havde ratificeret, og da flere magters ratifikation lod vente på sig, blev det den 25. juni 1914 i Haag vedtaget at åbne en protokol, hvis undertegnelse medførte konventionens ikrafttræden for det pågældende lands vedkommende. Verdenskrigen afbrød bestræbelserne for internationalt samarbejde på dette område, men i Versaillestraktaten af 28. juni 1919 og flere andre fredstraktater bestemtes det, at ratifikation af fredstraktaten var ensbetydende med konventionens ikrafttræden. Flere af de under 1. verdenskrig neutrale stater tiltrådte derefter ikrafttrædelsesprotokollen af 1914 (Danmark og Island den 21. oktober 1921), og konventionen er nu »gældende ret mellem næsten alle anerkendte stater. Ifølge konventionen skal de kontraherende magter gennem det nederlandske udenrigsministerium meddele hverandre dels love og administrative forskrifter vedrørende de i konventionen omhandlede forhold — både de bestemmelser, der allerede er og dem, der i henhold til konventionen måtte blive udstedt — og dels statistiske oplysninger om handel med Opium og lignende midler.
Efter pagten for Folkeforbundet hørte imidlertid det internationale arbejde for opiumshandelens bekæmpelse til Folkeforbundets opgaver, og de kontraherende magter havde derfor uden formelt at ændre konventionens ordlyd truffet aftale med den nederlandske regering om, at de nævnte meddelelser fremsendtes gennem generalsekretæren for Folkeforbunddet.
Opiumskonventionen, hvis tekst findes i bekendtgørelse af 23. maj 1922, medførte i Danmark udstedelsen, af forskellige nye bestemmelser, således lov af 12. juni og anordning af 16. september 1922.